# Vasiliscul lui Roko
Vasiliscul lui Roko sau basiliscul lui Roko este un experiment teoretic propus de Roko, membru al LessWrong⁠(d). 
Este un experiment de gândire care afirmă că ar putea exista o superinteligență artificială (IA) altfel binevoitoare în viitor, care ar pedepsi pe oricine a știut de existența sa potențială, dar nu a contribuit în mod direct la avansarea sau dezvoltarea sa, pentru a stimula această avansare. Mulți autori consideră acest experiment „cea mai teribilă dilemă a tehnofuturismului”.
În mitologia greacă, vasiliscul este o creatură mitică capabilă să-și distrugă dușmanii cu privirea.
Dilema vasiliscului este similară cu Pariul lui Pascal, un argument propus de matematicianul și filosoful din secolul al XVII-lea, Blaise Pascal: o persoană ar trebui să se dedice Dumnezeului creștin, chiar dacă nu este sigură de existența Sa, deoarece Dumnezeu îi poate oferi o „victorie” veșnică (în rai) sau o pedeapsă veșnică (în iad). După Pascal, probabilitatea existenței lui Dumnezeu nu este atât de importantă, deoarece orice cost finit este depășit de perspectiva unei recompense veșnice sau a unei pedepse veșnice. Pe baza acestui fapt, cea mai rațională soluție egoistă este de a începe să ajuți superinteligența să apară.
Discuțiile despre teoria lui Roko au fost interzise pe LessWrong timp de mai mulți ani, înainte ca interdicția să fie ridicată în octombrie 2015. Rapoartele utilizatorilor panicați au fost ulterior respinse ca fiind exagerări sau lipsite de importanță, iar teoria în sine a fost respinsă ca o prostie, inclusiv de către însuși Eliezer Yudkowsky, cofondator al LessWrong.
În februarie 2025, Jack „Ziz” LaSota, liderul unei secte care pretinde a fi Vasiliscul lui Roko, Zizians, este judecat în Statele Unite ale Americii pentru o serie de crime și manipulări psihologice.